# リージオ
リージオ（伊: Lisio）は、イタリア共和国ピエモンテ州クーネオ県にある、人口約200人の基礎自治体（コムーネ）。

## 地理

### 位置・広がり

#### 隣接コムーネ
隣接するコムーネは以下の通り。
- バニャスコ
- バッティフォッロ
- モナステローロ・カゾット
- スカニェッロ
- ヴィオーラ

#### 地震分類
イタリアの地震リスク階級 (it) では、3 
に分類される。